# Silverdome
Silverdome (wcześniej Pontiac Silverdome) – stadion sportowy położony w amerykańskim mieście Pontiac w stanie Michigan. Na tym obiekcie rozegrano mecze fazy grupowej Mistrzostw Świata w Piłce Nożnej 1994. Stadion został zbudowany w 1975 roku, maksymalna pojemność wynosiła 80 311 widzów.  
Stadion został zburzony 2 grudnia 2017 roku, a na parkingach dookoła stadionu firma Volkswagen składuje samochody przeznaczone do utylizacji w związku z aferą „dieselgate”.  